# Liste des comtes de Vianden

« De gueules à l'écusson d'argent » : armes des comtes de Vianden jusqu'en 1288.

« De gueules à la fasce d'argent » : armes des comtes de Vianden à partir de 1288 (reprise des armes de Louvain, à la suite de la bataille de Worringen où Godefroid de Vianden combattit aux côtés du duc de Brabant).

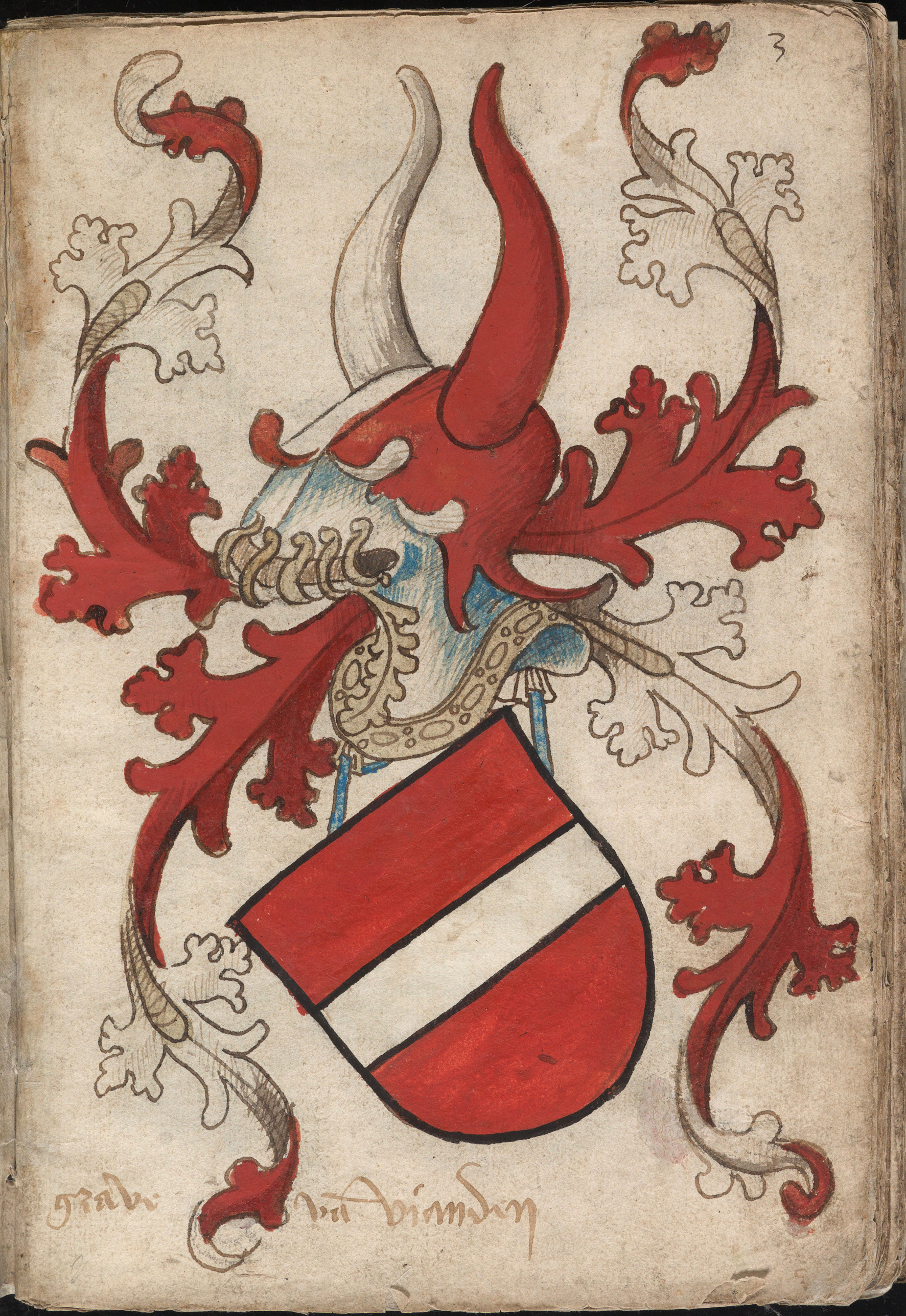
Armoiries des comtes de Vianden dans l'Armorial de Nassau-Vianden (1490).

Liste des comtes de Vianden, au pays de Luxembourg :
- XIIe siècle : Frédéric I de Vianden (mort après 1152), frère de Gérard (Ier ou II) comte de Clervaux : deux fils de Gérard (Ier), sans doute de Spanheim
- XIIe siècle : Frédéric II de Vianden (nl) (mort après 1187), fils du précédent, comte de Salm; marié à Elisabeth, fille de Henri I de Salm; Un autre fils de Frédéric I, Siegfried I de Vianden (nl) aurait porté le titre jusqu'en 1171 date de sa mort. Frédéric II, son frère cadet en aurait hérité.
- XIIe-XIIIe siècle : Frédéric III de Vianden (nl) (mort après 1200), fils du précédent
- Jusqu'en 1252 : Henri Ier de Vianden (mort en 1252), fils du précédent
- 1252-1273 : Philippe Ier (mort en 1273), fils du précédent
- 1273-1307 ou 1310 : Godefroid Ier (mort en 1307 ou 1310), fils du précédent
- 1307 ou 1310-1315 ou 1316 : Philippe II (mort en 1315 ou 1316), fils du précédent
- 1315 ou 1316-1337 : Henri II de Vianden (mort en 1337), fils du précédent
- 1337-1343 : Louis (mort en 1343), frère du précédent
- 1343-1348 : Marie (1337-1400), fille de Henri II
- 1348-1400 : Marie (1337-1400), fille de Henri II, et Simon III de Sponheim-Kreuznach (jure uxoris)
- 1400-1417 : Élisabeth, fille des précédents
- 1417-1442 : Englebert Ier de Nassau-Dillenbourg, par héritage de sa grand-mère Adélaïde de Vianden
- 1442-1475 : Jean IV de Nassau-Dillenbourg
- 1475-1504 : Englebert II de Nassau-Dillenbourg
- 1504-1516 : Jean V de Nassau-Dillenbourg
- 1516-1538 : Henri III de Nassau-Breda
- 1538-1559 : Guillaume de Nassau-Dillenbourg
- 1559-1566 : Guillaume Ier d'Orange-Nassau
- 1566-1604 : Pierre-Ernest Ier de Mansfeld (à la suite de la confiscation du comté par Philippe II d'Espagne).
- 1604-1618 : Philippe-Guillaume d'Orange
- 1618-1625 : Maurice de Nassau
- 1625-1647 : Frédéric-Henri d'Orange-Nassau
- 1647-1650 : Guillaume II d'Orange-Nassau
- 1650-1702 : Guillaume III d'Angleterre
- 1702-1711 : Jean Guillaume Friso d'Orange
- 1711-1751 : Guillaume IV d'Orange-Nassau
- 1751-1795 : Guillaume V d'Orange-Nassau